# حرب القرويين السويسريين عام 1653
حرب القرويين السويسريين هي ثورة شعبية في الاتحاد السويسري القديم أيام الجمهورية السويسرية (سويسرا الحديثة المبكرة). أدى تدهور عملة البرنيس إلى تمرد ومقاومة للضرائب انتشرت من وداي إنتليبوخ في كانتون لوتسيرن إلى وادي إمينتال في كانتون برن، ثم اتسعت رقعتها لتصل إلى كانتونات سولوتورن وبازل وأرجاو.
طالب سكان الأرياف بمساعدات مالية من السلطات الحاكمة، وهي مجالس المدن في عواصم تلك الكانتونات. وعندما أهملت المدن طلبات القرويين، نظم هؤلاء أنفسهم وهددوا بحصار المدن. وبعدما فشلت التسويات الأولى التي تواسطت من أجلها كانتونات أخرى، توحد القرويون إثر معاهدة هوتفِل، وشكلوا «عصبة هوتفل». أصبحت حركة القرويين أكثر تطرفًا، وتجاوزت المطالب المالية الصافية التي رفعوها بداية. اعتبرت عصبة هوتفل نفسها كيانًا سياسيًا مكافئًا ومستقلةً عن سلطات المدينة، ومارست استقلالها الذاتي السياسي والعسكري في الأراضي التي سيطرت عليها.
حاصر القرويون برن ولوتسيرن، فخاضت المدينتان مفاوضات للتوصل إلى اتفاقية سلام مع زعيم القرويين، نيكلاوس لوينبيرغر، ودُعي ذلك السلام بسلام موريفيلد. انسحبت جيوش القرويين. لكن الـتاغساتسونغ، وهو المجلس الفيدرالي للاتحاد السويسري القديم، أرسل جيشًا من زيورخ لإنهاء التمرد بشكل قطعي، وعقب معركة فولنشفيل، تفرّقت عصبة هوتفل قسرًا إثر سلام ميلينغن. قُمعت آخر محاولات المقاومة في وادي إنتليبوخ بحلول نهاية شهر يونيو. بعد الانتصار الذي حققته سلطات المدن، اتخذت إجراءات انتقامية حازمة. فأعلن مجلس مدينة برن إلغاء عصبة هوتفل ومعاهدة سلام موريفيلد. قُطع رأس نيكلاوس لوينبيرغر ورُبّع (قُطعت أجزاء جسده إلى أرباع) في برن في السادس من شهر سبتمبر عام 1653.
على الرغم من تحقيق سلطات المدن الملكية انتصارها العسكري، لكن الحرب أظهرت لهم مدى اعتمادهم على قاطني الأرياف. فبعد انتهاء الحرب بفترة قصيرة، أنشأ الأرستقراطيون الحاكمون سلسلة من الإصلاحات، وخفضوا قيمة بعض الضرائب، فلبوا بذلك مطالب القرويين الأصلية بخصوص المساعدات المالية. وضمن السياق الطويل، منعت حرب القرويين عام 1653 تطبيق الملكية المطلقة المفرطة في سويسرا، مثلما حدث في فرنسا خلال عهد الملك لويس الرابع عشر.

## خلفية تاريخية
الاتحاد السويسري القديم في القرن السابع عشر هو اتحاد مؤلف من 13 كانتونٍ مستقل كبير. شمل الاتحاد الكانتونات الريفية إضافة إلى المدن المستقلة التي وسّعت رقعة أراضيها لتشمل الريف أيضًا عبر وسائل سياسية وعسكرية، وعلى حساب اللوردات السابقين الذين حكموا تلك المناطق بالمبايعة، وعيّنت المدن أيضًا مأمورًا على تلك المقاطعات (لاندفوغته).
كان للكانتونات الريفية والحضرية المكانة ذاتها في الاتحاد. فكانت جميع الكانتونات ذات سيادة مستقلة على أراضيها، ومارس كل كانتون سياسته الخارجية الخاصة وسكّ نقوده الخاصة. لم يملك المجلس المركزي للاتحاد، التاغساتسونغ، أي سلطة حقيقية وكان مجرد أداة للتنسيق. أدى الإصلاح في أوائل القرن السادس عشر إلى انشقاق ديني بين الكانتونات، فظلّت الكانتونات السويسرية الوسطى مثل لوتسيرن على المذهب الكاثوليكي، بينما اعتنقت زيورخ وبرن وبازل وشافهاوزن ومدينة سانت غالن المذهب البروتستانتي. فأصبح التاغساتسونغ مشلولًا في أغلب الأوقات جراء الخلافات التي وقعت بين الفصائل الكاثوليكية والبروتستانتية متساوية القوة.
حكمت الكانتونات الأراضي التي ضُمت إثر الحروب منذ أوائل القرن الخامس عشر وفقًا للسيادة المشتركة. بينما كان التاغساتسونغ مسؤولًا عن تعيين المأمور لمدة سنتين فقط، ويتغير المنصب كل سنتين بين الكانتونات. ضُمت أراجاو عام 1415. فأُلحق الجزء الغربي ببرن، بينما شمل الجزء الشرقي قطعتين من الأراضي ذات السيادة المشتركة تبعتا سابقًا لمقاطعة بادن في الشمال والمقاطعات الحرة في الجنوب. أُعيدت كثلكة المقاطعات الحرة (فرض المذهب الكاثوليكي) بعد الإصلاح في سويسرا، واعتبرت الكانتونات الكاثوليكية، تحديدًا لوتسيرن وتزوغ وأوري، تلك المقاطعات جزءًا من مجال نفوذها، وكان أغلب المأمورين ينتمون إلى تلك الكانتونات. أصبحت تورغاو، التي ضُمت سنة 1460، أرضًا ذات سيادة مشتركة ضمن الاتحاد السويسري.